# 阪井まどか
阪井 まどか（さかい まどか、1989年8月18日- ）は、日本の女性ファッションモデル。奈良県出身。ENCANTO所属。

## 略歴・人物
- 高校2年生の時に大阪のモデル事務所に応募し、大阪でカタログや通販雑誌の仕事を始める。
- 19歳の時に上京。
- 2009年9月から講談社「with」のレギュラーモデルとなる。現在は女性ファッション誌や広告などで活躍中。
- 2013年、「女の子ものがたり」で初舞台。
- 2014年、「海を感じる時」で映画初出演。

## 出演

### 雑誌
- TRUNK（ネコ・パブリッシング)
- With（講談社）
- Oggi, Domani（小学館）
- CLASSY.,CLASSY. WEDDING（光文社）
- GINGER（幻冬舎）
- Hotel Wedding（ウインドアンドサン）
- 美人百花（角川春樹事務所）
- andGIRL(エム・オンエンタテイメント）
- 美しい着物（ハースト婦人画報社）
- ゼクシィプレミア（リクルートホールディングス）
- DHC Style（DHC）
- Marisol （集英社）
- ミセスのスタイルブック （文化出版局）
- LEE（集英社）
- Wedding navi （IBJ ウェディング）
- Regina
- TAKASHIMAYA Style Plus
- ONWARD CROSSET MAG
- 日本の結婚式 （主婦と生活社）

### テレビCM
- 資生堂「ザ・コラーゲン」（2010年）
- ユニクロ「ステテコリラコ」（2013年）
- マルイ「マルイウェブチャネル（シューズ配送サービス：ラクチン便）」（2013年〜）
- ユニーグループホールディングス「こだわりの贅沢食パン」（2014年）
- IOPE「SUPER VITAL CREAM RICH」（2018年 韓国）
- ネスレ日本「キットカット」
- 毎日の贅沢「贅沢の本質」篇（2017年)
- 抹茶シリーズ「昔から」篇（2018年）

### 広告
- シェラトン都ホテル
- サンヨー「ザクティ」
- 江崎グリコ「カロリーコントロールアイス」
- 六本木ヒルズTOKYO CITY VIEW
- コカコーラ 2013年カレンダー
- SUPERGA   2015年
- FREAK'S STORE  2016年
- PYRENEX  2018年
- ENSUITE LUMIERE (レナウン) 2019年
- 土屋鞄製造所 2020SS（2020年）
- 月桂冠「月見酒の31夜」
- THE SHOP TK

### 映画
- 海を感じる時（2014年9月13日、安藤尋監督）- ときちゃん 役

### 舞台
- 女の子ものがたり（2013年）
- フォエバーヤング  梶原涼晴脚本・演出（2018年9月）

### テレビ
- 東京上級デート（2013年6月19日、テレビ朝日）#59 御茶の水